# La Cruz (canton)
Pour les articles homonymes, voir La Cruz.
La Cruz est un canton (deuxième échelon administratif) costaricien de la province de Guanacaste au Costa Rica.

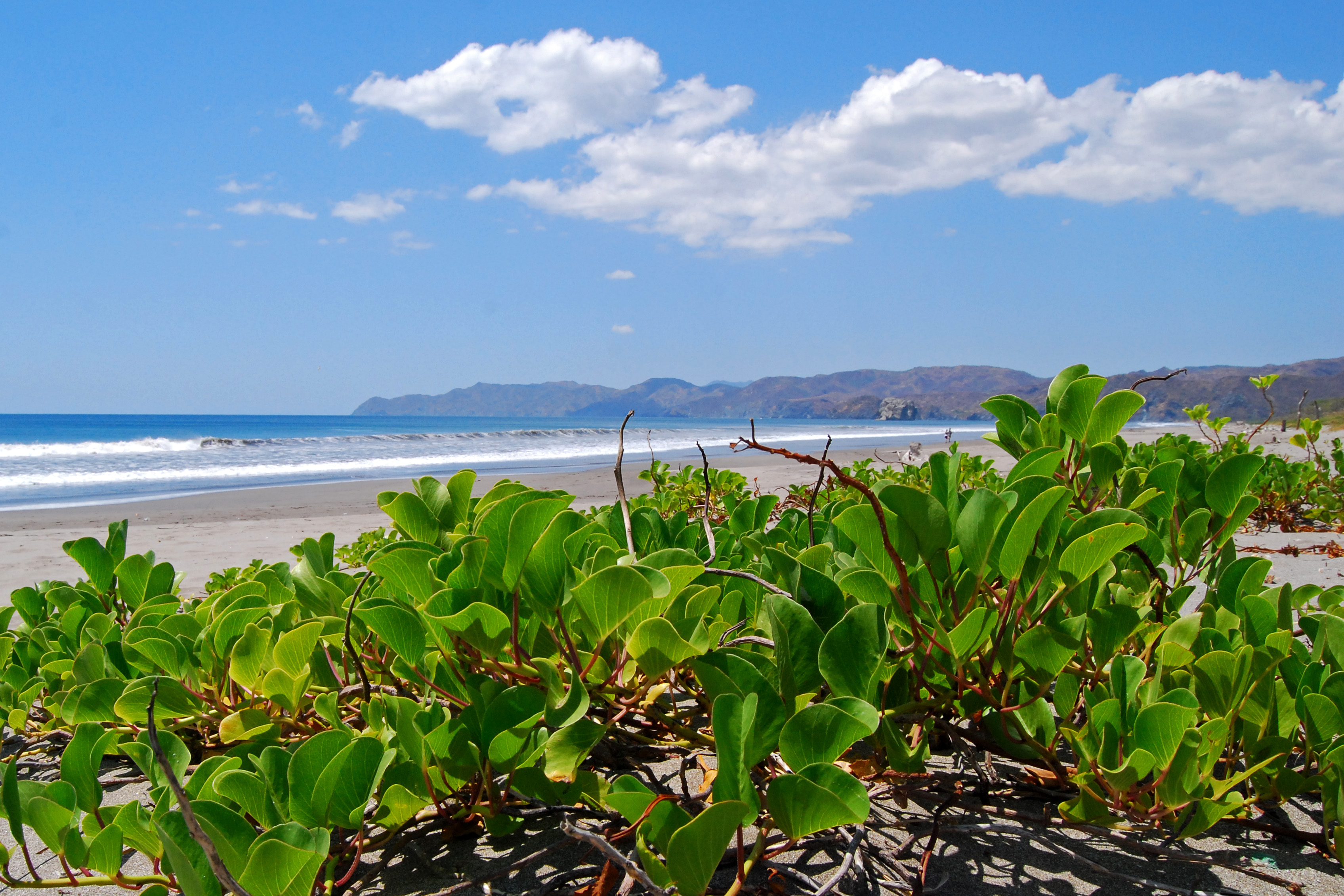
Parc national de Santa Rosa